# Каминья
Ками́нья (порт. Caminha; [kɐ'miɲɐ]) — посёлок городского типа в Португалии, центр одноимённого муниципалитета в составе округа Виана-ду-Каштелу. По старому административному делению входил в провинцию Минью. Входит в экономико-статистический субрегион Минью-Лима, который входит в Северный регион. Численность населения — 2,5 тыс. жителей (посёлок), 16,8 тыс. жителей (муниципалитет). Занимает площадь 129,66 км².

## Расположение
Посёлок расположен в 19 км на север от адм.центра округа города Виана-ду-Каштелу в устье реки Минью при впадении в неё реки Кора. В 2 км от центра поселка река Минью впадает в Атлантический океан.
Муниципалитет граничит:
- на севере — Испания
- на северо-востоке — муниципалитет Вила-Нова-де-Сервейра
- на юго-востоке — муниципалитет Понте-де-Лима
- на юге — муниципалитет Виана-ду-Каштелу
- на западе — Атлантический океан

## История
Посёлок основан в 1284 году. В XIII веке Каминья была простой рыбацкой деревней, до тех пор пока король Афонсу III не построил в Каминье укрепленный замок, постройка которого была завершена в 1260 году. В то время регион имел большое военное значение, из-за того что находится на границе с Галисией. После смерти Афонсу III, замок был перестроен при короле Динише I, а ещё позже, при короле Фернанду I архитектура замка приобрела современный вид. Хотя большинство стен и башен замка были снесены или перестроены, овальная форма замка по-прежнему четко видна, также неизменными остались ворота в замок.
Первые упоминания Каминьи как города отмечены 1284 годом. Город принадлежал короне до 1371 года, в котором было создано графство Каминья, первым графом стал Альваро Пирес де Кастро. В 1390 году король Жуан I предоставлял городу большую свободу, в частности в торговле, что позволило городу процветать и расти. В XV—XVI веках он стал одним из главных портов в Северной Португалии, ведя широкую торговлю с Северной Европой, Африкой и Индией.
После восстановления независимости Португалии от Испании в 1640 году, король Жуан IV отремонтирован ряд укреплений Каминьи. Замок вместе с Виана-ду-Каштелу и Валенсой и Монсаном стал частью оборонительной линии против кастильцев на севере.
Со временем, Каминья как доминирующий торговый порт в Северной Португалии был заменен Виана-ду-Каштелу. В настоящее время Каминья живёт от торговли и туризма, туристы приезжают в основном из Испании, на автомобильном пароме, но город посещают туристы и из остальной территории страны, по железной и автомобильной дорогах.

## Население
| Численность населения муниципалитета по годам | Численность населения муниципалитета по годам | Численность населения муниципалитета по годам | Численность населения муниципалитета по годам | Численность населения муниципалитета по годам | Численность населения муниципалитета по годам | Численность населения муниципалитета по годам | Численность населения муниципалитета по годам | Численность населения муниципалитета по годам |
| --------------------------------------------- | --------------------------------------------- | --------------------------------------------- | --------------------------------------------- | --------------------------------------------- | --------------------------------------------- | --------------------------------------------- | --------------------------------------------- | --------------------------------------------- |
| 1801                                          | 1849                                          | 1900                                          | 1930                                          | 1960                                          | 1981                                          | 1991                                          | 2001                                          | 2004                                          |
| 9251                                          | 12 167                                        | 15 288                                        | 15 810                                        | 16 688                                        | 15 883                                        | 16 207                                        | 17 069                                        | 16 926                                        |

## Достопримечательности
- Часовая башня на площади Советника Сильвы Торреса.
- Церковь Милосердия.
- Исторический район Каминьи.
- Церковь Успения Пресвятой Богородицы.
- Фестиваль «Средневековая ярмарка», проводимый ежегодно в середине июля.

## Транспорт
- Железнодорожная станция
- Автострада N13
- Паромное сообщение через реку Миньо с испанским городком Кампосанкос

## Состав муниципалитета
В муниципалитет входят следующие районы:
| - Анкора - Арга-де-Байшу - Арга-де-Сима - Арга-де-Сан-Жуан - Аржела - Азеведу - Каминья - Криштелу - Ден - Гондар | - Ланьелаш - Моледу - Орбасен - Риба-де-Анкора - Сейшаш - Венаде - Вила-Прайа-де-Анкора - Вилар-де-Моруш - Виларелью - Виле |

## Фотографии

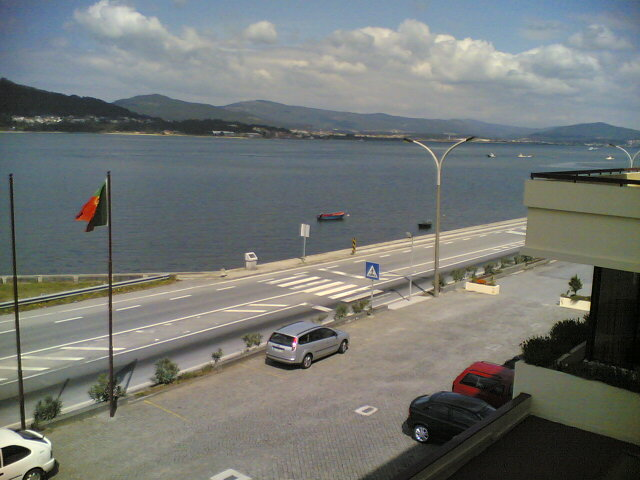
Набережная реки Миньо
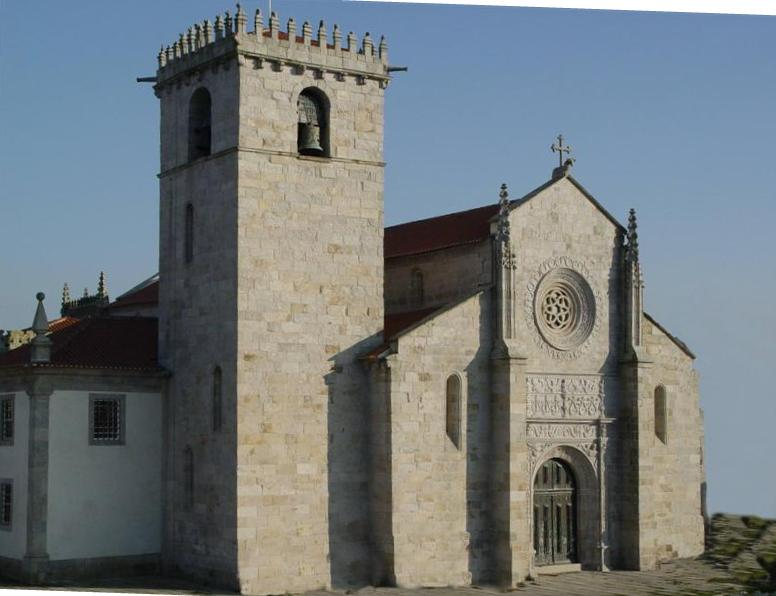
Церковь Богородицы в Каминье
Центральная улица исторического района Каминьи
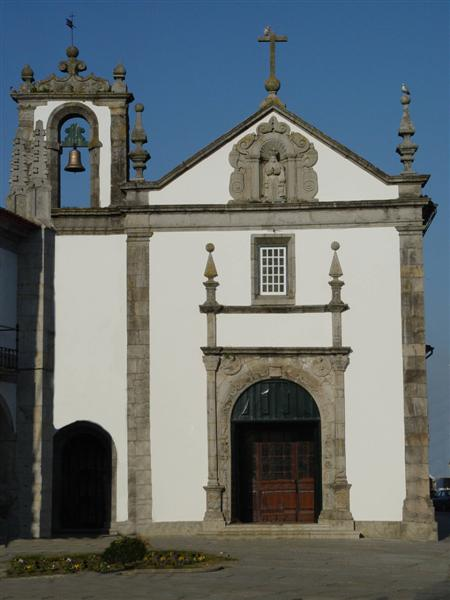
Церковь Милосердия в Каминье